# Konrad Rękas
Konrad Stanisław Rękas (ur. 19 września 1975 w Lublinie) – polski dziennikarz, polityk, samorządowiec, były radny i przewodniczący sejmiku lubelskiego.

## Życiorys

### Wykształcenie i praca zawodowa
Uczęszczał do Społecznego Liceum Ogólnokształcącego im. Stefana Batorego w Lublinie. W 1994 rozpoczął studia na Katolickim Uniwersytecie Lubelskim. W 2016 r. uzyskał licencjat z ekonomii na Robert Gordon University, a w 2022 r. ukończył z wyróżnieniem magisterskie studia ekonomiczne na University of Aberdeen. Był redaktorem w pismach regionalnych takich jak: „Tygodnik Czas Lubelski”, „Tygodnik Chełmski”, „Głos Dorohuska”, „Gazeta Bialska”. W 2001 za swoje publikacje zdobył Dziennikarską Nagrodę Młodych przyznawaną przez lubelski oddział Stowarzyszenia Dziennikarzy Rzeczypospolitej Polskiej. Współpracował z pismami ogólnopolskimi, m.in. „Myślą Polską” i „Dziś”. Publikuje także na portalach internetowych Sputnik Polska konserwatyzm.pl, xportal.pl oraz geopolityka.org. 

### Działalność polityczna
W wyborach parlamentarnych w 1989 brał udział w kampanii Ryszarda Bendera. Współpracował potem z Konfederacją Polski Niepodległej, a w latach 1993–1995 należał do Stronnictwa Narodowego „Szczerbiec”. Potem był działaczem Prawicy Narodowej (która w 1997 współtworzyła AWS). W 1998 bezskutecznie kandydował do rady Lublina z listy Forum dla Lublina (współtworzonego przez Blok dla Polski). Następnie należał do Stronnictwa Narodowo-Demokratycznego (zasiadał w zarządzie głównym tej partii). Pełnił także później funkcję prezesa okręgu Stronnictwa Narodowego. Następnie wstąpił do Związku Zawodowego Rolnictwa „Samoobrona”, a także do Samoobrony RP. Zasiadł w jej władzach regionalnych w Chełmie. W wyborach samorządowych w 2002 z listy tej partii zdobył mandat radnego sejmiku lubelskiego.
8 stycznia 2003 objął funkcję przewodniczącego sejmiku. 1 października 2004 został z niej odwołany. Jednak wobec wątpliwości prawnych co do ważności tej decyzji – dopiero 11 października 2004 Sejmik przyjął złożoną ostatecznie przez Konrada Rękasa rezygnację. W maju 2003 został wykluczony z Samoobrony RP i powołał klub radnych Rozwój Lubelszczyzny, którego został przewodniczącym (później wchodził w skład Klubu Radnych Porozumienia Lubelskiego). W 2005 związał się z Ruchem Patriotycznym.
W 2006 z ramienia Samoobrony Patriotycznej (komitetu powołanego przez Samoobronę Ruch Społeczny) bez powodzenia ubiegał się o reelekcję do sejmiku lubelskiego w wyborach samorządowych. Przed wyborami parlamentarnymi w 2007 był liderem unieważnionej przez PKW listy kandydatów partii Samoobrona Patriotyczna do Sejmu w okręgu chełmskim. W wyborach samorządowych w 2014 ubiegał się o stanowisko prezydenta Chełma jako kandydat komitetu Nowa Prawica – Chełm Bez Kłamstw (z poparciem KNP, Solidarnej Polski, SD, Ruchu Narodowego, Ligi Narodowej i PdP), zajmując ostatnie, 6. miejsce i uzyskując 2% poparcia. W tych samych wyborach kandydował też do sejmiku lubelskiego z listy Kongresu Nowej Prawicy, który nie uzyskał mandatów. W lutym 2015 został jednym z wiceprzewodniczących nowo powołanego ugrupowania Zmiana. W wyborach parlamentarnych w 2019 kandydował do Senatu z ramienia komitetu Przywrócić Prawo (z poparciem ruchu Kukiz’15), otrzymując 7,87% oddanych głosów i zajmując ostatnie, 3. miejsce w okręgu.

### Pozostała działalność publiczna
W latach 2003–2005 był prezesem Stowarzyszenia Samorządów Euroregionu Bug. W okresie 2003–2004 zasiadał w Komisji Rewizyjnej Związku Województw Rzeczypospolitej Polskiej. Współtworzył Związek Zawodowy Rolników Polskich. Został również członkiem zwyczajnym Klubu Zachowawczo-Monarchistycznego. Występuje jako doradca Ogólnopolskiego Porozumienia Związku Zawodowych Rolników i Organizacji Rolniczych (jest wiceprzewodniczącym lubelskiej rady wojewódzkiej OPZZRiOR) oraz Związku Zawodowego Rolników „Ojczyzna” i członek grup roboczych COPA COGECA. 9 lipca 2012 został wiceprezesem Europejskiego Centrum Analiz Geopolitycznych. W kwietniu 2014 został prezesem stowarzyszenia Powiernictwo Kresowe.

### Kontrowersje
W 2006 Sąd Rejonowy w Lublinie skazał go na karę 1 roku pozbawienia wolności z warunkowym zawieszeniem jej wykonania na dwuletni okres próby oraz 1500 zł grzywny za posługiwanie się sfałszowanymi dokumentami. Wyrok uległ prawomocnemu zatarciu.  
W kwietniu 2025 roku Gazeta Wyborcza podała, że Konrad Rękas znajduje się na liście osób mogących brać udział w szerzeniu rosyjskiej dezinformacji w Polsce, przekazanej ABW przez Komisję ds badania wpływów rosyjskich i białoruskich w latach 2004-2024 w rządzie Donalda Tuska.

## Odznaczenia
23 października 2009 odznaczony przez ministra rolnictwa odznaką honorową „Zasłużony dla Rolnictwa”.